# Nitro (banda)
Nitro fue una banda norteamericana de glam metal que se formó en Hollywood en 1987. Formada por el vocalista Jim Gillette y el virtuoso guitarrista Michael Angelo Batio, la agrupación lanzó al mercado dos álbumes de estudio: O.F.R. (1989) y Nitro II: H.W.D.W.S. (1991).

## Historia
Nitro fue oficialmente formada en 1987 después del lanzamiento del disco solista de Jim Gillette Proud to Be Loud, en el cual Michael Angelo Batio y el bajista T. J. Racer participaron. El baterista Bobby Rock, exmiembro de Vinnie Vincent Invasion, fue reclutado y la banda empezó a grabar material para su debut. Rock dejó la banda después de la grabación del disco, y fue reemplazado por K. C. Comet para la sunsecuente gira promocional.
Luego de dicha gira, Comet y Racer dejaron la agrupación, dejando a Gillette y a Batio la tarea de encontrar nuevos músicos. Ralph Carter y Johnny Thunder fueron los escogidos para la grabación de su segundo disco en 1991, luego la banda se separaría en 1993.
Después de su experiencia con Nitro, Gillette se casó con la cantante de Hard rock Lita Ford (quien estuvo comprometida también con Tony Iommi de Black Sabbath y Chris Holmes de W.A.S.P.). Por su parte, Batio emprendió su carrera en solitario.
En 1998, una colección de demos Nitro se ofrece en un álbum recopilatorio titulado Gunnin' for Glory , que también incluyó tres canciones de The Michael Angelo Band.
En un concierto se le preguntó a Lita Ford si Nitro alguna vez podría volver a estar juntos, Jim Gillette respondió que sería genial en un tiempo.

## Personal
- Jim Gillette – voz (1987–1993, 2016- 2019)
- Michael Angelo Batio – guitarra (1987–1993, 2016- 2019)
- Chris Adler – batería (2016- 2019)
- T. J. Racer – bajo (1987–1990)
- Bobby Rock – batería (1987–1989)
- K. C. Comet – batería (1989–1990)
- Ralph Carter – bajo (1990–1993)
- Johnny Thunder – batería (1990–1993)

## Discografía

### Discos de estudio
- O.F.R. (1989)
- Nitro II: H.W.D.W.S. (1992)

### Recopilatorios
- Gunnin' for Glory (1999)

### Sencillos
- Freight Train (1989)
- Long Way from Home (1989)